# 淡文湖
淡文湖，是臺灣苗栗縣造橋鄉的一個傳統地域名稱，位於該鄉北部偏西。相較於今日行政區，其範圍大致包括談文村不含西北端、朝陽村不含北部邊界地帶。

## 歷史
台灣清治末期至日治初期，淡文湖地區為一街庄，稱為「淡文湖庄」，隸屬於苗栗一堡。該庄北隔中港溪與海口庄、鹽館前庄為界，東隔中港溪支流南港溪與公館仔庄為鄰，東南邊為造橋庄，南邊西側為牛欄湖庄，西邊為潭內庄。
1901年（日治明治三十四年）11月，全台廢縣廳改設二十廳，該庄隸屬於苗栗廳。1909年（明治四十二年）10月，合併二十廳為十二廳，該庄改隸屬於新竹廳。1920年（大正九年），廢十二廳改設五州二廳，該庄改制為「淡文湖」大字，隸屬於新竹州竹南郡造橋庄。
戰後造橋庄改制為造橋鄉，隸屬於新竹縣，大字亦改制為村。1950年桃、竹、苗分治，造橋鄉改隸屬於苗栗縣。

## 聚落
本地區發展較早的聚落有淡文湖、海埔等，在日治期初期的官方地圖上已有記載。此外，本地區尚有崩崁腳、小股坑、海埔仔、山腳、後湖內、大湖內、紅龜面、內湖後、小湖、阿八窩等聚落。

## 交通
台鐵海線大致以東北東—西南西走向轉東南—西北走向經過淡文湖地區北部，境內設有談文車站，屬招呼站，僅停靠區間車，由此可前往台鐵沿線各地。
省道台1線又稱「縱貫公路」，是台北至屏東楓港的傳統平面幹道，大致以東北東—西南西走向轉東南東—西北西走向再轉東北東—西南西再轉東北—西南走向蜿蜒經過本地區。由該道路向東北東轉北可前往頭份、香山、新竹等地，向西南蜿蜒而行可前往後龍市區、四湖、通霄、苑裡等地。
省道台13甲線是竹南至苗栗的幹道，也是省道台13線的舊路，大致以縱向轉北北東—南南西走向經過本地區東北部邊界地帶及東南部。由該道路向北可前往竹南、香山內湖並止於省道台1線路口，向南南西轉西南可前往牛欄湖、高鐵苗栗站、二張犁、苗栗田寮並止於省道台6線路口。
鄉道苗9線是阿八窩至後龍的道路，其東側端點位於本地區南部阿八窩北側的縣道苗14線路口。由此向北至談文聚落轉向西北，出境後繞大彎轉西南可前往苦苓腳、大山腳、後龍市區並止於中華路（舊台1線）路口。
鄉道苗14線是九車籠至大河底的道路，其西側端點位於本地區西部偏南的省道台1線路口。由此向東南東蜿蜒出境後，可前往造橋市區、大坪、中間坑、李屋後轉南可前往大坪林，續向南再轉東北可前往大河底並止於省道台3線路口。

## 學校
- 育達科技大學
- 談文國小